# Miagrammopes oblongus
Miagrammopes oblongus är en spindelart som beskrevs av Yoshida 1982. Miagrammopes oblongus ingår i släktet Miagrammopes och familjen krusnätsspindlar. Inga underarter finns listade i Catalogue of Life.